# Privlaka (ort i Kroatien, Srijem)
Privlaka är en ort i Kroatien.   Den ligger i länet Srijem, i den östra delen av landet, 230 km öster om huvudstaden Zagreb. Privlaka ligger 81 meter över havet och antalet invånare är 3 794.
Terrängen runt Privlaka är mycket platt. Runt Privlaka är det glesbefolkat, med 14 invånare per kvadratkilometer. Närmaste större samhälle är Vinkovci, 10,7 km norr om Privlaka. Trakten runt Privlaka består till största delen av jordbruksmark.